# Igor Vovchanchyn
Igor Yaroslavovich Vovchanchyn (em russo: Ігор Ярославович Вовчанчин; Zolochiv, 6 de agosto de 1973) é um ex-lutador ucraniano de artes marciais mistas e kickboxing. Ele venceu sete torneios de artes marciais mistas, se mantendo invicto por 37 lutas, e chegou à final no Pride Grand Prix 2000.

## Carreira no MMA

### Começo da carreira
Vovchanchyn fez a transição de uma carreira de sucesso no kickboxing para o MMA em 1995, e competiu primeiramente em tipos de torneios ocorridos por toda a Ucrânia, as vezes lutando três ou quatro vezes no mesmo dia. Ele ficou famoso por ser um dos únicos lutadores oriundos da trocação a vencer adversários da luta agarrada,Vovchanchyn dizia: "Quebro os adversários ou quebro as mãos!", sua vitória no torneio Mr. Powerman Sekai em Minsk, Bielorrússia em 23 de Janeiro de 1996. Ele repetiu o sucesso no evento inaugural do International Absolute Fighting Council, derrotando Adilson Lima, faixa preta de Gracie Jiu Jitsu que treinou com Ryan Gracie. Vovchanchyn venceu por nocaute com tiros de meta aos 56 segundos de luta, porém o córner de Lima (Renzo Gracie) argumentou aos organizadores do torneio, reclamando que os chutes com o oponente no chão eram injustas e exigiu uma revanche imediata. Raramente, uma revanche imediata foi concedida, e a luta recomeçou, só foi interrompida pela segunda vez após o nariz de Lima quebrar devido a um soco, dando a Vovchanchyn a vitória por Nocaute Técnico.
Vovchanchyn ganhou sete torneios de MMA durante esse período de sua carreira, e foi considerado o melhor Peso Pesado do mundo por anos. De Janeiro de 1996, Vovchanchyn não perdeu nenhuma luta até a luta final do torneio do Pride Grand Prix 2000, quando foi derrotado por Mark Coleman.

### Começo da carreira no Pride FC
Em sua estréia no Pride, Vovchanchyn enfrentou o kickboxer e campeão de wrestling Gary Goodridge. Vovchanchyn mostrou uma evidente falta de experiência em grappling e defesa contra derrubadas e foi derrubado duas vezes por Goodridge, que não era conhecido por suas promessas no wrestling. Vovchanchyn, no entanto, obviamente atrás de pontos, dominou Goodridge na trocação e nocauteou-o com dois cruzados de esquerda, aos 10:14 do primeiro round.
Vovchanchyn então lutou com o japonês Akira Shoji. A luta permaneceu em pé a maioria dos dois rounds de dez minutos, e Vovchanchyn venceu por Decisão. Ele então enfrentou Carlão Barreto, um membro da equipe de Carlson Gracie e campeão de Vale Tudo. Vovchanchyn defendeu as tentativas de queda de Barreto e venceu por Decisão.

### Superluta não oficial de Peso Pesado n°1
Vovchanchyn foi colocado para enfrentar o wrestler Mark Kerr pelo título não oficial de peso pesado n°1 do mundo. Quase todos que acompanhavam MMA acreditavam que Vovchanchyn ou o invicto, duas vezes campeão do UFC e campeão do ADCC Mark Kerr eram os melhores pesos pesados e lutadores peso-por-peso do mundo. No começo da luta, Kerr abriu um corte em Vovchanchyn com uma joelhada no olho direito, e garantiu várias quedas, mas foi incapaz de passar da guarda de Vovchanchyn ou causar mais dano. No último round, Vovchanchyn aproveito que Kerr estava exausto e o dominou com golpes, eventualmente nocauteando-o com uma série de joelhadas. Vovchanchyn foi declarado o vencedor na noite, mas o resultado foi mudado depois, e foi declarado Sem Resultado. Joelhadas na cabeça do oponente no chão de quatro apoios foram excluídas antes do evento.
Em sua luta seguinte, Vovchanchyn enfrentou o mestre de Jiu Jitsu Brasileiro Francisco Bueno. Igor nocauteou Bueno com uma sequência avassaladora, Bueno literalmente caiu da cara no chão. Esse nocaute é até hoje considerado um dos mais brutais nocautes da história do MMA. Após esta sequência de vitórias, Vovchanchyn se tornou o favorito do Pride Grand Prix 2000.

### Pride Grand Prix 2000
Vovchanchyn foi considerado o melhor lutador do esporte por diversos anos, e como os comentaristas Stephen Quadros e Bas Rutten disseram, ele era o favorito para ganhar o torneio. No round de abertura ele derrotou o wrestler profissional japonês Alexander Otsuka por decisão, e em uma revanche com Gary Goodridge, venceu por nocaute.
Vovchanchyn então enfrentou o herói japonês e então lutador n°1 peso-por-peso no mundo, Kazushi Sakuraba, que havia derrotado o campeão do UFC Royce Gracie em uma luta de 90 minutos, a mais luta mais longa da história. Vovchanchyn pontuou bem no primeiro round e venceu a luta após Sakuraba não poder voltar para o segundo round.
Vovchanchyn então enfrentou outro wrestler americano, Mark Coleman. Coleman tinha a vantagem, indo para a semifinal, após na semifinal seu adversário, Kazuyuki Fujita, desistir devido a uma lesão. Coleman manteve visivelmente cansado Igor no chão, e durante o segundo round de 20 minutos, finalizou a luta pegando as costas de Vovchanchyn e repetidamente aplicou joelhadas em sua cabeça, forçando Vovchanchyn a desistir.
Após mais três vitórias no Pride, Vovchanchyn recebeu a revanche contra Mark Kerr. A vantagem de Vovchanchyn em pé foi contrariada pelo grappling e quedas superiores de Kerr, e luta foi dada como Empate após dois rounds. Após um round extra, terceiro round, Vovchanchyn foi premiado com a vitória por decisão unânime.

### Declínio no Pride
Vovchanchyn continuou a lutar no Pride durante os anos seguintes, com um cartel misto. Após finalizar Valentijn Overeem com uma chave de calcanhar, Vovchanchyn perdeu para Heath Herring por decisão e Quinton Jackson por finalização devido a lesão.
Após derrotar o boxer holandês Bob Schrijber por finalização, Vovchanchyn foi nocauteado por Mirko Filipovic com um chute na cabeça. Essa luta foi considerada 'passagem de tocha', como Igor não poderia competir na elite dos pesados por mais tempo, e isso elevou as expectativas da mais nova sensação da trocação Filipovic enfrentar o Campeão Peso Pesado do Pride Antonio Rodrigo Nogueira.

### Descida para os Médios (93 kg)
Quebrando sua sequência de derrotas, Vovchanchyn então começou uma série de vitórias, com vitórias sobre Dan Bobish, Katsuhisa Fuji e Yoshiki Takahashi. No ano seguinte, Vovchanchyn desceu de categoria e entrou para o Grand Prix de Médios do Pride de 2005. Vovchanchyn foi colocado para enfrentar Yuki Kondo no Pride Total Elimination 2005, um homem com vitórias sobre Guy Mezger, Frank Shamrock e do quatro vezes campeão do Grand Prix do K-1 e King of Pancrase Semmy Schilt. Vovchanchyn controlou a luta, vencendo por Decisão Unânime. Ele então enfrentou Alistair Overeem nas quartas de final e perdeu por finalização. Vovchanchyn recebeu uma segunda chance de progredir quando foi oferecido a luta contra Kazuhiro Nakamura no Pride Final Conflict 2005, com o vencedor ganhando o direito de ser substituto da final do torneio. Após 15 minutos, Vovchanchyn perdeu por Decisão Unânime na luta que foi sua última no MMA.
Vovchanchyn se aposentou aos 32, citando múltiplas lesões, incluindo uma na mão direita que permaneceu seriamente afetada a partir de 2008.

## Vida Pessoal
Vovchanchyn é casado e tem uma filha.
Em uma entrevista em 2008, Vovchanchyn disse que havia se aposentado das artes marciais mistas e tem alunos e um restaurante.

## Campeonatos e realizações

### Artes marciais mistas
- Absolute Fighting Championship
  - Vencedor do Absolute Fighting Championship 3 (1997)
- International Fighting Championship
  - Vencedor do International Fighting Championship 1
- Pride Fighting Championships
  - Finalista do Grand Prix Peso Aberto do Pride de 2000
- World Vale Tudo Championship
  - Campeão da Superluta do WVC (1 vez)[3]
  - Vencedor do World Vale Tudo Championship 5

Vencedor do Mr. Powerman SEKAI 1996
Vencedor do do Ukrainian Octagon (1996)
Vencedor do AROC 3 (1997)

### Kickboxing
- Campeão de Kickboxing da Rússia: 63 Lutas, 61 Vitórias, 2 Derrotas
- Ganhou o Campeonato Mundial de Kickboxing/Artes Marciais em Moscou, 1995.
- Igor e Vitaly Vladymyrovych Klychko (Виталий Владимирович Кличко) treinaram juntos no mesmo Ginásio de Kickboxing.

## Cartel no MMA
| Cartel no MMA   |             |             |
| 66 lutas        | 55 vitórias | 10 derrotas |
| Por nocaute     | 38          | 1           |
| Por finalização | 8           | 6           |
| Por decisão     | 8           | 3           |
| Desconhecido    | 1           | 0           |
| No contest      | 1           | 1           |

| Res.    | Cartel    | Oponente                 | Método                                  | Evento                                               | Data       | Round | Tempo | Local    | Notas                                                                    |
| ------- | --------- | ------------------------ | --------------------------------------- | ---------------------------------------------------- | ---------- | ----- | ----- | -------- | ------------------------------------------------------------------------ |
| Derrota | 55–10 (1) | Kazuhiro Nakamura        | Decisão (unânime)                       | Pride Final Conflict 2005                            | 28/08/2005 | 2     | 5:00  | Saitama  |                                                                          |
| Derrota | 55–9 (1)  | Alistair Overeem         | Finalização (guilhotina)                | Pride Critical Countdown 2005                        | 26/06/2005 | 1     | 1:25  | Saitama  | Quartas de Final do GP de Médios do Pride de 2005.                       |
| Vitória | 55–8 (1)  | Yuki Kondo               | Decisão (unânime)                       | Pride Total Elimination 2005                         | 23/04/2005 | 3     | 5:00  | Osaka    | Round de Abertura do GP de Médios do Pride de 2005                       |
| Vitória | 54–8 (1)  | Yoshiki Takahashi        | Nocaute (soco)                          | Pride 29                                             | 20/02/2005 | 1     | 1:10  | Saitama  | Desceu para os médios (93 kg)                                            |
| Vitória | 53–8 (1)  | Sergey Terezimov         | Finalização (chave de calcanhar)        | WOP: Water of Peresvit                               | 04/12/2004 | N/A   | N/A   | Ucrânia  |                                                                          |
| Vitória | 52–8 (1)  | Katsuhisa Fujii          | Nocaute (socos)                         | Pride Bushido 5                                      | 14/10/2004 | 1     | 4:02  | Osaka    |                                                                          |
| Vitória | 51–8 (1)  | Dan Bobish               | Nocaute Técnico (socos)                 | Pride 27                                             | 01/02/2004 | 2     | 1:45  | Osaka    |                                                                          |
| Derrota | 50–8 (1)  | Mirko Filipovic          | Nocaute (chute na cabeça)               | Pride Total Elimination 2003                         | 10/08/2003 | 1     | 1:29  | Saitama  |                                                                          |
| Vitória | 50–7 (1)  | Bob Schrijber            | Finalização (mata leão)                 | It's Showtime 2003 Amsterdam                         | 08/06/2003 | 2     | 4:05  | Holanda  |                                                                          |
| Derrota | 49–7 (1)  | Quinton Jackson          | Finalização (lesão)                     | Pride 22                                             | 29/09/2002 | 1     | 7:17  | Nagoya   |                                                                          |
| Derrota | 49–6 (1)  | Heath Herring            | Decisão (unânime)                       | Pride 19                                             | 24/02/2002 | 3     | 5:00  | Saitama  |                                                                          |
| Vitória | 49–5 (1)  | Valentijn Overeem        | Finalização (chave de calcanhar)        | Pride 18                                             | 23/12/2001 | 1     | 4:35  | Fukuoka  |                                                                          |
| Vitória | 48–5 (1)  | Ricardas Rocevicius      | Nocaute Técnico (chutes nas pernas)     | Rings Lithuania: Bushido Rings 3                     | 10/11/2001 | 2     | N/A   | Lituânia |                                                                          |
| Derrota | 47–5 (1)  | Mario Sperry             | Finalização (triângulo de braço)        | Pride 17                                             | 03/11/2001 | 1     | 2:52  | Tóquio   |                                                                          |
| Vitória | 47–4 (1)  | Masaaki Satake           | Decisão (unânime)                       | Pride 15                                             | 29/07/2001 | 3     | 5:00  | Saitama  |                                                                          |
| Vitória | 46–4 (1)  | Gilbert Yvel             | Finalização (mata leão)                 | Pride 14                                             | 27/05/2001 | 1     | 1:52  | Yokohama |                                                                          |
| Derrota | 45–4 (1)  | Tra Telligman            | Decisão (unânime)                       | Pride 13                                             | 25/03/2001 | 3     | 5:00  | Saitama  |                                                                          |
| Vitória | 45–3 (1)  | Mark Kerr                | Decisão (unânime)                       | Pride 12                                             | 09/12/2000 | 3     | 5:00  | Saitama  |                                                                          |
| Vitória | 44–3 (1)  | Nobuhiko Takada          | Nocaute Técnico (socos)                 | Pride 11                                             | 31/10/2000 | 2     | 5:17  | Osaka    |                                                                          |
| Vitória | 43–3 (1)  | Enson Inoue              | Nocaute Técnico (socos)                 | Pride 10                                             | 27/08/2000 | 1     | 10:00 | Tóquio   |                                                                          |
| Vitória | 42–3 (1)  | Daijiro Matsui           | Nocaute Técnico (corte)                 | Pride 9                                              | 04/06/2000 | 1     | 5:03  | Nagoya   |                                                                          |
| Derrota | 41–3 (1)  | Mark Coleman             | Finalização (joelhadas)                 | Pride Grand Prix 2000 Finals                         | 01/05/2000 | 2     | 3:09  | Tóquio   | Final do GP Peso Aberto do Pride de 2000.                                |
| Vitória | 41–2 (1)  | Kazushi Sakuraba         | Nocaute Técnico (interrupção do córner) | Pride Grand Prix 2000 Finals                         | 01/05/2000 | 1     | 15:00 | Tóquio   | Semifinal do GP Peso Aberto do Pride de 2000.                            |
| Vitória | 40–2 (1)  | Gary Goodridge           | Nocaute Técnico (socos)                 | Pride Grand Prix 2000 Finals                         | 01/05/2000 | 1     | 10:14 | Tóquio   | Quartas de Final do GP Peso Aberto do Pride de 2000.                     |
| Vitória | 39–2 (1)  | Alexander Otsuka         | Decisão (unânime)                       | Pride Grand Prix 2000 Opening Round                  | 30/01/2000 | 1     | 15:00 | Tóquio   | Round de Abertura do GP Peso Aberto do Pride de 2000.                    |
| Vitória | 38–2 (1)  | Francisco Bueno          | Nocaute (socos)                         | Pride 8                                              | 21/11/1999 | 1     | 1:23  | Tóquio   |                                                                          |
| NC      | 37–2 (1)  | Mark Kerr                | Sem Resultado (joelhadas ilegais)       | Pride 7                                              | 12/09/1999 | 2     | N/A   | Yokohama | Originalmente vitória de Vovchanchyn, depois mudada para sem resultado.  |
| Vitória | 37–2      | Carlão Barreto           | Decisão (unânime)                       | Pride 6                                              | 04/07/1999 | 3     | 5:00  | Yokohama |                                                                          |
| Vitória | 36–2      | Vepcho Bardanashvili     | Finalização (estrangulamento)           | InterPride 1999: Heavyweight Final                   | 08/05/1999 | 1     | N/A   | Ucrânia  |                                                                          |
| Vitória | 35–2      | Vladimir Solodovnik      | Nocaute Técnico (socos)                 | InterPride 1999: Heavyweight Final                   | 08/05/1999 | 1     | N/A   | Ucrânia  |                                                                          |
| Vitória | 34–2      | Akira Shoji              | Decisão (unânime)                       | Pride 5                                              | 29/04/1999 | 2     | 10:00 | Nagoya   |                                                                          |
| Vitória | 33–2      | Edson Carvalho           | Nocaute Técnico (socos)                 | WVC 7: World Vale Tudo Championship 7                | 02/02/1999 | 1     | 3:16  | Brasil   |                                                                          |
| Vitória | 32–2      | Aloisio Freitas Neto     | Nocaute Técnico (socos)                 | WVC 6: World Vale Tudo Championship 6                | 01/11/1998 | 1     | 7:26  | Brasil   |                                                                          |
| Vitória | 31–2      | Gary Goodridge           | Nocaute Técnico (socos)                 | Pride 4                                              | 11/10/1998 | 1     | 5:58  | Tóquio   |                                                                          |
| Vitória | 30–2      | Nick Nutter              | Nocaute (joelhada)                      | WVC 5: World Vale Tudo Championship 5                | 03/02/1998 | 1     | 0:14  | Brasil   | Ganhou o Título do Torneio do WVC 5: World Vale Tudo Championship 5.     |
| Vitória | 29–2      | Elias Rodrigues          | Nocaute Técnico (cabeçada & socos)      | WVC 5: World Vale Tudo Championship 5                | 03/02/1998 | 1     | 10:35 | Brasil   |                                                                          |
| Vitória | 28–2      | Tulio Palhares           | Nocaute Técnico (socos)                 | WVC 5: World Vale Tudo Championship 5                | 03/02/1998 | 1     | 5:35  | Brasil   |                                                                          |
| Vitória | 27–2      | Nick Nutter              | Nocaute Técnico (cabeçadas)             | IAFC: Absolute Fighting Championship III             | 12/11/1997 | 1     | 24:42 | Tel Aviv | Ganhou o Título do Torneio do IAFC: Absolute Fighting Championship III.  |
| Vitória | 26–2      | Mikhail Avetisyan        | Decisão                                 | IAFC: Absolute Fighting Championship III             | 12/11/1997 | 1     | 35:00 | Tel Aviv | O oponente substituiu o lesionado Vasily Kudin.                          |
| Vitória | 25–2      | Valery Pliev             | Nocaute Técnico (socos)                 | IAFC: Absolute Fighting Championship III             | 22/11/1997 | 1     | 7:13  | Tel Aviv |                                                                          |
| Vitória | 24–2      | Yuri Mildzikhov          | Nocaute Técnico (desistência)           | IAFC: Absolute Fighting Russian Open Cup 3           | 29/08/1997 | 1     | 0:38  | Moscou   | Ganhou o Título do Torneio do IAFC: Absolute Fighting Russian Open Cup 3 |
| Vitória | 23–2      | Igor Guerus              | Nocaute Técnico (socos)                 | IAFC: Absolute Fighting Russian Open Cup 3           | 29/08/1997 | 1     | 0:04  | Moscou   |                                                                          |
| Vitória | 22–2      | Vasily Kudin             | Nocaute Técnico (chutes nas pernas)     | IAFC: Absolute Fighting Russian Open Cup 3           | 29/08/1997 | 1     | 3:02  | Moscou   |                                                                          |
| Vitória | 21–2      | Dimitry Panfilov         | Nocaute Técnico (socos)                 | COS: Cup of Stars                                    | 23/05/1997 | N/A   | N/A   |          |                                                                          |
| Vitória | 20–2      | Aslan Hamza              | Nocaute                                 | COS: Cup of Stars                                    | 23/05/1997 | N/A   | N/A   |          |                                                                          |
| Vitória | 19–2      | Leonardo Castello Branco | Decisão (dividida)                      | IAFC: Absolute Fighting Championship II [Day 2]      | 02/05/1997 | 1     | 35:00 | Moscou   |                                                                          |
| Vitória | 18–2      | Igor Akhmedov            | Finalização (estrangulamento)           | DNRF - Ukrainian Octagon 2                           | 01/05/1996 | N/A   | N/A   | Donetsk  |                                                                          |
| Vitória | 17–2      | John Dixson              | Finalização (cansaço)                   | IFC 1: Kombat in Kiev                                | 30/03/1996 | 1     | 9:10  | Kiev     | Ganhou o Título do Torneio do IFC 1: Kombat in Kiev.                     |
| Vitória | 16–2      | Paul Varelans            | Nocaute (socos)                         | IFC 1: Kombat in Kiev                                | 30/03/1996 | 1     | 6:20  | Kiev     |                                                                          |
| Vitória | 15–2      | Fred Floyd               | Nocaute Técnico (socos)                 | IFC 1: Kombat in Kiev                                | 30/03/1996 | 1     | 13:14 | Kiev     |                                                                          |
| Vitória | 14–2      | Igor Akhmedov            | Finalização (estrangulamento)           | UCMAL - Ukrainian No Rules Championship 1996         | 09/03/1996 | 1     | N/A   | Kiev     |                                                                          |
| Vitória | 13–2      | Yuri Zhernikov           | Nocaute Técnico (socos)                 | UCMAL - Ukrainian No Rules Championship 1996         | 09/03/1996 | 1     | N/A   | Kiev     |                                                                          |
| Vitória | 12–2      | Matrosov Matrosov        | Nocaute Técnico (socos)                 | UCMAL - Ukrainian No Rules Championship 1996         | 09/03/1996 | 1     | N/A   | Kiev     |                                                                          |
| Vitória | 11–2      | Igor Guerus              | Nocaute (socos)                         | DNRF: Ukrainian Octagon                              | 01/03/1996 | 1     | 1:41  | Donetsk  | Ganhou o Título do Torneio do DNRF: Ukrainian Octagon.                   |
| Vitória | 10–2      | Sergey Sheremet          | Nocaute (soco)                          | DNRF: Ukrainian Octagon                              | 01/03/1996 | 1     | 1:27  | Donetsk  |                                                                          |
| Vitória | 9–2       | Oleg Tischenko           | Nocaute (soco)                          | DNRF: Ukrainian Octagon                              | 01/03/1996 | 1     | 0:05  | Donetsk  |                                                                          |
| Vitória | 8–2       | Roman Tikunov            | Nocaute (soco)                          | MPS 1996: Mr. Powerman SEKAI 1996                    | 23/01/1996 | N/A   | 2:15  | Minsk    | Ganhou o Título do Torneio do Mr. Powerman SEKAI 1996.                   |
| Vitória | 7–2       | Sergei Bondarovich       | Nocaute (chute na cabeça)               | MPS 1996: Mr. Powerman SEKAI 1996                    | 23/01/1996 | N/A   |       | Minsk    |                                                                          |
| Vitória | 6–2       | Nikolai Yatsuk           | Nocaute (soco)                          | MPS 1996: Mr. Powerman SEKAI 1996                    | 23/01/1996 | N/A   |       | Minsk    |                                                                          |
| Derrota | 5–2       | Mikhail Ilyukhin         | Finalização (queixo no olho)            | IAFC: Absolute Fighting Championship I - Tournament  | 25/11/1995 | 1     | 6:30  | Moscou   |                                                                          |
| Vitória | 5–1       | Adilson Lima             | Nocaute Técnico (nariz quebrado)        | IAFC: Absolute Fighting Championship I - Elimination | 25/11/1995 | 1     | 1:51  | Moscou   |                                                                          |
| Vitória | 4–1       | Adilson Lima             | Nocaute Técnico (interrupção do córner) | IAFC: Absolute Fighting Championship I - Elimination | 25/11/1995 | 1     | 0:56  | Moscou   |                                                                          |
| Vitória | 3–1       | Sergei Akinen            | Nocaute Técnico (braço quebrado)        | IAFC: Absolute Fighting Championship I - Elimination | 25/11/1995 | 1     | 2:40  | Moscou   |                                                                          |
| Derrota | 2–1       | Andrei Besedin           | Finalização (chave de joelho)           | UCMAL: Warrior's Honour 1                            | 14/10/1995 | 1     | 1:12  | Kharkiv  |                                                                          |
| Vitória | 2–0       | Sergei Bondarovich       | Nocaute (socos)                         | UCMAL: Warrior's Honour 1                            | 14/10/1995 | 1     | 0:18  | Kharkiv  |                                                                          |
| Vitória | 1–0       | Alexander Mandrik        | Nocaute Técnico (socos)                 | UCMAL: Warrior's Honour 1                            | 14/10/1995 | 1     | 3:06  | Kharkiv  |                                                                          |